# Novîi Urengoi
Novîi Urengoi (în rusă: Новый Уренгой) este un oraș din Neneția, Federația Rusă, cu o populație de 94.456 locuitori.